# Dąb Jastrząb
Dąb Jastrząb – pomnik przyrody, dąb szypułkowy (Quercus robur), rosnący w miejscowości Pieszków w gminie Lwówek Śląski, w powiecie lwóweckim województwa dolnośląskiego. Pomnik znajduje się w lesie na północny-wschód od centrum wsi, między Pieszkowem a Bielanką.
Wysokość dębu to 29 m. Obwód pnia wynosi 440 cm, a pierśnica mierzy 140 cm. Wiek drzewa to 300 lat. Dąb opatrzony jest stosowną tabliczką.